# Unenlagia
Genre
Espèces de rang inférieur
- † U. comahuensis Novas & Puerta, 1997 (espèce type)
- † U. paynemili Calvo, Porfiri & Kellner, 2004

Unenlagia est un genre éteint de dinosaures à plumes, des théropodes carnivores de la famille des Droméosauridés, décrit en 1997.
Il est connu uniquement en Argentine, dans la province de Neuquén, où il a été découvert dans des sédiments du Crétacé supérieur (Turonien et Coniacien), soit il y a environ entre 93,9 et 85,7 millions d'années.

## Systématique
Le genre Unenlagia a été créé en 1997 par les paléontologues argentins Fernando Novas et Pablo F. Puerta (d)

## Étymologie
Unenlagia est construit à partir de deux mots de la langue mapuche uñen « moitié » et lag « oiseau », latinisés pour indiquer sa position intermédiaire de ce « demi-oiseau » entre les théropodes basaux et les oiseaux.

## Liste des espèces
Deux espèces ont été décrites, elles sont connues par des squelettes partiels, dépourvus de crâne :
- † Unenlagia comahuensis Novas & Puerta, 1997, l'espèce type découverte dans la région de la Comahue (qui a donné son nom à l'espèce) dans la partie nord de la Patagonie argentine. Elle provient de la formation géologique de Portezuelo[1] ;
- † Unenlagia paynemili Calvo, Porfiri & Kellner, 2004, découvert en 2002 et décrit en 2004[2]. Son nom honore Maximino Paynemil, le chef de la communauté Paynemil.

## Description

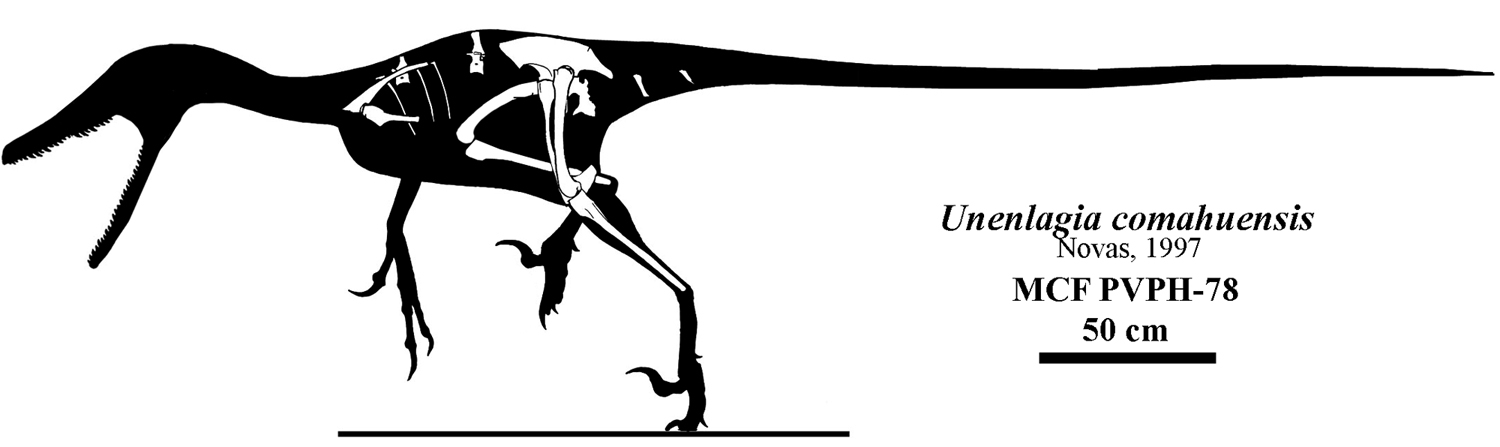
Silhouette dUnenlagia, avec, en blanc, les os découverts pour l'espèce U. comahuensis.

La longueur exacte du corps d'Unenlagia et la forme de son crâne sont encore discutées car les espèces ne sont représentées que par des fragments de squelette, des restes de membres, difficiles à extrapoler pour donner une longueur totale à ces animaux. Sa taille serait comprise entre 2 et 3,5 mètres de long pour un poids maximal de 75 kilogrammes.
Les premières reconstitutions de ce dinosaure le montraient avec un museau assez court typique des Droméosauridés, mais son crâne a ensuite été reconstitué plus allongé après la découverte de genres proches comme Austroraptor et Buitreraptor.

## Classification
Après avoir été classé dans sa propre famille, les Unenlagiidae, il est aujourd'hui positionné parmi les Dromaeosauridae basaux dans une sous-famille des Unenlagiinae, comme le montre ce cladogramme réalisé par Robert DePalma, David Burnham, Larry Martin, Peter Larson et Robert Bakker en 2015 :
- Dromaeosauridae
  - Unenlagiinae
    - Rahonavis
    - 
      - Buitreraptor
      - Unenlagia

  - 
    - Microraptoria
      - Sinornithosaurus
      - 
        - Microraptor
        - NGMC 91

    - 
      - Bambiraptor
      - 
        - Tianyuraptor
        - 
          - Adasaurus
          - 
            - Tsaagan
            - Eudromaeosauria
              - Saurornitholestes
              - 
                - Velociraptor
                - Dromaeosaurinae
                  - Deinonychus
                  - 
                    - Atrociraptor
                    - 
                      - Achillobator
                      - 
                        - Utahraptor
                        - 
                          - Dakotaraptor
                          - Dromaeosaurus

## Publication originale
- (en) Fernando E. Novas et Pablo F. Puerta, « New evidence concerning avian origins from the Late Cretaceous of Patagonia », Nature, NPG et Springer Science+Business Media, vol. 387, no 6631,‎ mai 1997, p. 390-392 (ISSN 1476-4687 et 0028-0836, OCLC 01586310, DOI 10.1038/387390A0, lire en ligne).